# Nicholas French
Nicholas French (1604 - 23 de agosto de 1678) fue un obispo católico de la diócesis de Ferns y activista político que nació en el castillo de Ballytory del condado irlandés de Wexford. Colaboró en la organización y creación de la confederación católica de Kilkenny para aunar los esfuerzos irlandeses en la rebelión que azotó a la isla de Irlanda en 1641.

## Biografía
Estudió en el instituto irlandés de Lovaina y se convirtió en sacerdote de Wexford. Cuando en octubre de 1641 comenzó la guerra en la isla, French, junto a otros clérigos católicos y burgueses, colaboró organizando a los rebeldes en un movimiento político más cohesivo llamado Los Confederados Católicos de Irlanda en marzo de 1642, con la intención de obtener libertad religiosa, igualdad legal y autogobierno de Irlanda. En 1646 fue nombrado obispo de Ferns. Durante el mismo año, ayudó al nuncio papal Giovanni Battista Rinuccini a lograr un acuerdo de paz a la altura de sus demandas firmado por el consejo supremo confederado con los realistas ingleses y con Carlos I.
French y un abogado de nombre Nicolás Plunkett asumieron el control del Consejo Supremo e intentaron promover un mejor tratado de paz con los Realistas, al mismo tiempo que una acción judicial más vigorosa sobre las Guerras confederadas de Irlanda. En 1648, un nuevo convenio se firmó con los realistas, y French se destacó por haber asegurado un amplio apoyo por parte de los Confederados. Sin embargo, los elementos católicos más intransigentes se mantuvieron hostiles hacia el tratado. En todo caso, la alianza realista-confederada duró un poco más de un año, hasta que fueron arrasados por la Conquista parlamentaria inglesa que inició en 1649. Los parlamentarios ingleses fueron extremadamente hostiles con el clero católico, apresándolos y luego ejecutándolos. De esta manera, French consideró prudente abandonar Irlanda en 1651, y el resto de su vida residió en Europa continental.